# 京都市立洛中小学校
京都市立洛中小学校（きょうとしりつ らくちゅうしょうがっこう）は京都府京都市中京区壬生坊城町にある公立小学校。

## 沿革
- 1992年（平成4年）4月1日 - 京都市立教業小学校及び京都市立乾小学校を統合し開校[1]。

## 卒業後の進路
卒業後は基本的に京都市立中京中学校に進学する。